# Stuart Holden
 Stuart Holden, né le 1er août 1985 à Aberdeen (Écosse) est un joueur international américain de football qui évoluait au poste de milieu de terrain. Il fut également un joueur professionnel du jeu vidéo Counter-Strike.

## Biographie
Holden a étudié à l'Awty International School à Houston, Texas.

## Clubs successifs
- 2005-2006 :   Sunderland
- 2006-2010 :  Houston Dynamo
- 2010-fév. 2014 :   Bolton Wanderers
  - mars 2013-avr. 2013 :  Sheffield Wednesday (prêt)[2]

## Palmarès
Avec l'équipe des États-Unis olympique :
- Participation aux Jeux olympiques de 2008.

Avec l'équipe des États-Unis A :
- Participation à la Gold Cup 2009 (un but contre Grenade).